# Magyarország a 2011-es úszó-világbajnokságon
Magyarország a kínai Sanghajban megrendezett 2011-es úszó-világbajnokság egyik részt vevő nemzete volt. Az ország a világbajnokságon 50 sportolóval képviseltette magát, akik összesen 1 arany- és 4 bronzérmet szereztek.

## Versenyzők száma
| Sportág, szakág | Magyar résztvevő | Magyar résztvevő | Magyar résztvevő |
| Sportág, szakág | Férfi            | Nő               | Össz.            |
| Úszás           | 10               | 7                | 17               |
| Hosszútávúszás  | 2                | 1                | 3                |
| Műugrás         | 0                | 3                | 3                |
| Szinkronúszás   | –                | 2                | 2                |
| Vízilabda       | 13               | 13               | 26               |
|                 |                  |                  |                  |
| Összesen        | 25               | 25               | 50               |

- Egy női sportoló hosszútávúszásban és úszásban is indul.

## Érmesek
| Érem      | Versenyző     | Versenyszám    | Versenyszám       | Dátum      |
| --------- | ------------- | -------------- | ----------------- | ---------- |
| Aranyérem | Gyurta Dániel | úszás          | 200 m mellúszás   | július 29. |
| Bronzérem | Gercsák Csaba | hosszútávúszás | 25 km             | július 23. |
| Bronzérem | Kis Gergő     | úszás          | 800 m gyorsúszás  | július 27. |
| Bronzérem | Kis Gergő     | úszás          | 1500 m gyorsúszás | július 31. |
| Bronzérem | Cseh László   | úszás          | 200 m vegyesúszás | július 28. |

## Úszás
Férfi
| Versenyző                                            | Versenyszám            | Előfutam | Előfutam | Előfutam | Elődöntő | Elődöntő | Elődöntő | Döntő    | Döntő     |
| Versenyző                                            | Versenyszám            | Idő      | Hely.    | Össz.    | Idő      | Hely.    | Össz.    | Idő      | Helyezés  |
| ---------------------------------------------------- | ---------------------- | -------- | -------- | -------- | -------- | -------- | -------- | -------- | --------- |
| Bernek Péter                                         | 100 m hátúszás         | 55,32    | 2.       | 34.      | kiesett  | kiesett  | kiesett  | kiesett  | kiesett   |
| Bernek Péter                                         | 200 m hátúszás         | 1:57.23  | 2.       | 2.       | 1:58,14  | 5.       | 10.      | kiesett  | kiesett   |
| Biczó Bence                                          | 200 m pillangóúszás    | 1:55,71  | 1.       | 3.       | 1:55,35  | 5.       | 6.       | 1:55,53  | 8.        |
| Cseh László                                          | 100 m pillangóúszás    | 52,40    | 4.       | 11.      | 52,18    | 6.       | 9.*      | kiesett  | kiesett   |
| Cseh László                                          | 200 m pillangóúszás    | 1:56,39  | 5.       | 8.       | 1:56,32  | 5.       | 12.      | kiesett  | kiesett   |
| Cseh László                                          | 200 m vegyesúszás      | 1:59,80  | 4.       | 13.      | 1:57,66  | 1.       | 3.       | 1:57,69  | Bronzérem |
| Cseh László                                          | 400 m vegyesúszás      | 4:22,26  | 5.       | 22.      |          |          |          | kiesett  | kiesett   |
| Gyurta Dániel                                        | 100 m mellúszás        | 1:00,40  | 4.       | 11.      | 1:00,23  | 5.       | 7.       | 1:00,25  | 6.        |
| Gyurta Dániel                                        | 200 m mellúszás        | 2:10,78  | 1.       | 4.       | 2:08,92  | 2.       | 2.       | 2:08,41  | Aranyérem |
| Gyurta Gergely                                       | 800 m gyorsúszás       | 8:06,14  | 7.       | 25.      |          |          |          | kiesett  | kiesett   |
| Gyurta Gergely                                       | 1500 m gyorsúszás      | 15:22,50 | 8.       | 20.      |          |          |          | kiesett  | kiesett   |
| Kis Gergő                                            | 400 m gyorsúszás       | 3:47,26  | 5.       | 10.      |          |          |          | kiesett  | kiesett   |
| Kis Gergő                                            | 800 m gyorsúszás       | 7:48,33  | 1.       | 4.       |          |          |          | 7:44,94  | Bronzérem |
| Kis Gergő                                            | 1500 m gyorsúszás      | 14:52,72 | 1.       | 2.       |          |          |          | 14:45,66 | Bronzérem |
| Kozma Dominik                                        | 50 m gyorsúszás        | 22,35    | 4.       | 19.      | kiesett  | kiesett  | kiesett  | kiesett  | kiesett   |
| Kozma Dominik                                        | 100 m gyorsúszás       | 49,49    | 2.       | 27.      | kiesett  | kiesett  | kiesett  | kiesett  | kiesett   |
| Molnár Ákos                                          | 100 m mellúszás        | 1:02,11  | 7.       | 41.      | kiesett  | kiesett  | kiesett  | kiesett  | kiesett   |
| Molnár Ákos                                          | 200 m mellúszás        | 2:12,78  | 5.       | 16.      | 2:12,07  | 7.       | 13.      | kiesett  | kiesett   |
| Takács Krisztián                                     | 50 m gyorsúszás        | 22,15    | 3.       | 5.*      | 21,97    | 3.       | 4.*      | 21,99    | 6.        |
| Verrasztó Dávid                                      | 200 m vegyesúszás      | 1:58,69  | 2.       | 2.       | 2:00,05  | 7.       | 15.      | kiesett  | kiesett   |
| Verrasztó Dávid                                      | 400 m vegyesúszás      | 4:15,01  | 3.       | 5.*      |          |          |          | 4:15,67  | 6.        |
| Bernek Péter Gyurta Dániel Biczó Bence Kozma Dominik | 4 × 100 m vegyes váltó | 3:38,24  | 5.       | 15.      |          |          |          | kiesett  | kiesett   |

* egy másik versenyzővel azonos eredményt ért el
Női
| Versenyző                                                      | Versenyszám          | Előfutam   | Előfutam   | Előfutam   | Elődöntő | Elődöntő | Elődöntő | Döntő   | Döntő    |
| Versenyző                                                      | Versenyszám          | Idő        | Hely.      | Össz.      | Idő      | Hely.    | Össz.    | Idő     | Helyezés |
| -------------------------------------------------------------- | -------------------- | ---------- | ---------- | ---------- | -------- | -------- | -------- | ------- | -------- |
| Dara Eszter                                                    | 50 m pillangóúszás   | 27,53      | 3.         | 27.        | kiesett  | kiesett  | kiesett  | kiesett | kiesett  |
| Dara Eszter                                                    | 100 m pillangóúszás  | 1:00,69    | 8.         | 36.        | kiesett  | kiesett  | kiesett  | kiesett | kiesett  |
| Hosszú Katinka                                                 | 200 m pillangóúszás  | 2:10,06    | 6.         | 19.        | kiesett  | kiesett  | kiesett  | kiesett | kiesett  |
| Hosszú Katinka                                                 | 200 m vegyesúszás    | 2:11,53    | 2.         | 3.         | 2:11,71  | 4.       | 7.       | 2:11,24 | 6.       |
| Hosszú Katinka                                                 | 400 m vegyesúszás    | 4:42,96    | 6.         | 15.        |          |          |          | kiesett | kiesett  |
| Jakabos Zsuzsanna                                              | 200 m pillangóúszás  | 2:07,60    | 2.         | 2.         | 2:06,77  | 2.       | 5.       | 2:06,35 | 6.       |
| Jakabos Zsuzsanna                                              | 400 m vegyesúszás    | 4:38,84    | 5.         | 10.        |          |          |          | kiesett | kiesett  |
| Kapás Boglárka                                                 | 400 m gyorsúszás     | 4:09,15    | 5.         | 14.        |          |          |          | kiesett | kiesett  |
| Kapás Boglárka                                                 | 800 m gyorsúszás     | 8:28,40    | 3.         | 6.         |          |          |          | 8:24,79 | 5.       |
| Mutina Ágnes                                                   | 200 m gyorsúszás     | 1:57,40    | 2.         | 4.         | 1:57,53  | 4.       | 9.       | kiesett | kiesett  |
| Risztov Éva                                                    | 800 m gyorsúszás     | 8:29,16    | 5.         | 12.        |          |          |          | kiesett | kiesett  |
| Risztov Éva                                                    | 1500 m gyorsúszás    | 16:22,60   | 5.         | 11.        |          |          |          | kiesett | kiesett  |
| Verrasztó Evelyn                                               | 100 m gyorsúszás     | 55,76      | 8.         | 30.        | kiesett  | kiesett  | kiesett  | kiesett | kiesett  |
| Verrasztó Evelyn                                               | 200 m gyorsúszás     | 1:58,27    | 5.         | 14.        | 1:59,71  | 8.       | 16.      | kiesett | kiesett  |
| Verrasztó Evelyn                                               | 200 m hátúszás       | Nem indult | Nem indult | Nem indult | kiesett  | kiesett  | kiesett  | kiesett | kiesett  |
| Verrasztó Evelyn                                               | 200 m vegyesúszás    | 2:13,33    | 4.         | 12.        | 2:12,51  | 6.       | 11.      | kiesett | kiesett  |
| Mutina Ágnes Verrasztó Evelyn Hosszú Katinka Jakabos Zsuzsanna | 4 × 200 m gyorsváltó | 7:52,12    | 2.         | 3.         |          |          |          | 7:52,39 | 5.       |

## Hosszútávúszás
Férfi
| Versenyző      | Versenyszám | Idő           | Helyezés      |
| -------------- | ----------- | ------------- | ------------- |
| Gercsák Csaba  | 5 km        | 56:30,1       | 10.           |
| Gercsák Csaba  | 10 km       | 1:56:58,9     | 35.           |
| Gercsák Csaba  | 25 km       | 5:11:18,1     | Bronzérem     |
| Kutasi Gergely | 10 km       | 2:02:17,2     | 44.*          |
| Kutasi Gergely | 25 km       | Nem ért célba | Nem ért célba |

* egy másik versenyzővel azonos eredményt ért el
Női
| Versenyző   | Versenyszám | Idő      | Helyezés |
| ----------- | ----------- | -------- | -------- |
| Risztov Éva | 10 km       | kizárták | kizárták |

## Műugrás
Női
| Versenyző                     | Versenyszám                  | Selejtező | Selejtező | Elődöntő | Elődöntő | Döntő   | Döntő   |
| Versenyző                     | Versenyszám                  | Pont      | Hely      | Pont     | Hely     | Pont    | Hely    |
| ----------------------------- | ---------------------------- | --------- | --------- | -------- | -------- | ------- | ------- |
| Gondos Flóra                  | Női 3 méteres műugrás        | 244,65    | 32.       | kiesett  | kiesett  | kiesett | kiesett |
| Kormos Villő                  | Női 10 méteres toronyugrás   | 233,75    | 29.       | kiesett  | kiesett  | kiesett | kiesett |
| Gondos Flóra Reisinger Zsófia | Női 3 méteres szinkronugrás  | 241,38    | 14.       |          |          | kiesett | kiesett |
| Kormos Villő Reisinger Zsófia | Női 10 méteres szinkronugrás | 244,68    | 13.       |          |          | kiesett | kiesett |

## Szinkronúszás
| Versenyző                | Versenyszám           | Selejtező | Selejtező | Döntő   | Döntő   |
| Versenyző                | Versenyszám           | Pont      | Hely      | Pont    | Hely    |
| ------------------------ | --------------------- | --------- | --------- | ------- | ------- |
| Czékus Eszter            | Egyéni rövid program  | 78,400    | 17.*      | kiesett | kiesett |
| Kiss Szofi               | Egyéni szabad program | 79,340    | 17.       | kiesett | kiesett |
| Czékus Eszter Kiss Szofi | Páros rövid program   | 82,300    | 21.       | kiesett | kiesett |
| Czékus Eszter Kiss Szofi | Páros szabad program  | 79,690    | 24.       | kiesett | kiesett |

* egy másik versenyzővel azonos eredményt ért el

## Vízilabda

### Férfi
A magyar férfi vízilabda-válogatott kerete:
| Magyar nemzeti férfi vízilabdacsapat-játékoskeret | Magyar nemzeti férfi vízilabdacsapat-játékoskeret | Magyar nemzeti férfi vízilabdacsapat-játékoskeret | Magyar nemzeti férfi vízilabdacsapat-játékoskeret | Magyar nemzeti férfi vízilabdacsapat-játékoskeret | Magyar nemzeti férfi vízilabdacsapat-játékoskeret |
| #                                                 | Név                                               | Poszt                                             | Magasság                                          | Súly                                              | Kor                                               |
| ------------------------------------------------- | ------------------------------------------------- | ------------------------------------------------- | ------------------------------------------------- | ------------------------------------------------- | ------------------------------------------------- |
| 1                                                 | Nagy Viktor                                       | K                                                 | 1,98 m                                            | 98 kg                                             | 1984. július 24. (26 évesen)                      |
| 2                                                 | Gór-Nagy Miklós                                   | M                                                 | 1,94 m                                            | 103 kg                                            | 1983. január 8. (28 évesen)                       |
| 3                                                 | Madaras Norbert                                   | M                                                 | 1,91 m                                            | 91 kg                                             | 1979. december 1. (31 évesen)                     |
| 4                                                 | Varga Dénes                                       | M                                                 | 1,93 m                                            | 95 kg                                             | 1987. március 27. (24 évesen)                     |
| 5                                                 | Szivós Márton                                     | M                                                 | 1,92 m                                            | 92 kg                                             | 1981. augusztus 19. (29 évesen)                   |
| 6                                                 | Hosnyánszky Norbert                               | M                                                 | 1,96 m                                            | 102 kg                                            | 1984. március 4. (27 évesen)                      |
| 7                                                 | Kiss Gergely                                      | M                                                 | 1,98 m                                            | 102 kg                                            | 1977. szeptember 21. (33 évesen)                  |
| 8                                                 | Varga Zsolt                                       | M                                                 | 1,97 m                                            | 104 kg                                            | 1978. május 24. (33 évesen)                       |
| 9                                                 | Varga Dániel                                      | M                                                 | 2,01 m                                            | 95 kg                                             | 1983. szeptember 25. (27 évesen)                  |
| 10                                                | Biros Péter                                       | M                                                 | 1,96 m                                            | 102 kg                                            | 1976. április 5. (35 évesen)                      |
| 11                                                | Steinmetz Ádám                                    | M                                                 | 1,98 m                                            | 104 kg                                            | 1980. augusztus 11. (30 évesen)                   |
| 12                                                | Hárai Balázs                                      | M                                                 | 2,02 m                                            | 110 kg                                            | 1987. április 5. (24 évesen)                      |
| 13                                                | Szécsi Zoltán                                     | K                                                 | 1,98 m                                            | 98 kg                                             | 1977. december 22. (33 évesen)                    |
| Szövetségi kapitány: Kemény Dénes                 |                                                   |                                                   |                                                   |                                                   |                                                   |

Csoportkör
A csoport
| Csapat        | M | Gy | D | V | G+ | G– | Gk  | P |
| ------------- | - | -- | - | - | -- | -- | --- | - |
| Magyarország  | 3 | 3  | 0 | 0 | 39 | 26 | +13 | 6 |
| Montenegró    | 3 | 2  | 0 | 1 | 35 | 23 | +12 | 4 |
| Spanyolország | 3 | 1  | 0 | 2 | 36 | 26 | +10 | 2 |
| Kazahsztán    | 3 | 0  | 0 | 3 | 15 | 50 | –35 | 0 |

| 2011. július 18. 09:30 (03:30 CEST) | Magyarország         | 11 – 10     | Montenegró        | Sanghaj Nézőszám: 600 Játékvezetők: Naumov (RUS), Tulga (TUR) |
| 2011. július 18. 09:30 (03:30 CEST) | (2–3, 3–2, 2–4, 4–1) |             |                   | Sanghaj Nézőszám: 600 Játékvezetők: Naumov (RUS), Tulga (TUR) |
| 2011. július 18. 09:30 (03:30 CEST) | Biros 4              | Jegyzőkönyv | Janović, Ivović 2 | Sanghaj Nézőszám: 600 Játékvezetők: Naumov (RUS), Tulga (TUR) |

| 2011. július 20. 19:40 (13:40 CEST) | Magyarország         | 16 – 5      | Kazahsztán  | Sanghaj Nézőszám: 600 Játékvezetők: Peris (CRO), Deslieres (CAN) |
| 2011. július 20. 19:40 (13:40 CEST) | (4–1, 4–0, 3–2, 5–2) |             |             | Sanghaj Nézőszám: 600 Játékvezetők: Peris (CRO), Deslieres (CAN) |
| 2011. július 20. 19:40 (13:40 CEST) | négy játékos 3       | Jegyzőkönyv | Zsiljajev 2 | Sanghaj Nézőszám: 600 Játékvezetők: Peris (CRO), Deslieres (CAN) |

| 2011. július 22. 17:00 (11:00 CEST) | Magyarország         | 12 – 11     | Spanyolország | Sanghaj Nézőszám: 650 Játékvezetők: Peris (CRO), Koganov (AZE) |
| 2011. július 22. 17:00 (11:00 CEST) | (5–5, 4–3, 2–1, 1–2) |             |               | Sanghaj Nézőszám: 650 Játékvezetők: Peris (CRO), Koganov (AZE) |
| 2011. július 22. 17:00 (11:00 CEST) | Madaras, Hárai 3     | Jegyzőkönyv | Vargas 3      | Sanghaj Nézőszám: 650 Játékvezetők: Peris (CRO), Koganov (AZE) |

Negyeddöntő
| 2011. július 26. 14:00 (08:00 CEST) | Magyarország         | 9 – 8       | Egyesült Államok   | Sanghaj Nézőszám: 450 Játékvezetők: Koryzna (POL), Flahive (AUS) |
| 2011. július 26. 14:00 (08:00 CEST) | (1–3, 3–2, 3–2, 2–1) |             |                    | Sanghaj Nézőszám: 450 Játékvezetők: Koryzna (POL), Flahive (AUS) |
| 2011. július 26. 14:00 (08:00 CEST) | három játékos 2      | Jegyzőkönyv | Varellas, Bailey 3 | Sanghaj Nézőszám: 450 Játékvezetők: Koryzna (POL), Flahive (AUS) |

Elődöntő
| 2011. július 28. 16:50 (10:50 CEST) | Magyarország              | 14 – 15 (h. u.) | Szerbia                 | Sanghaj Nézőszám: 1200 Játékvezetők: Margeta (SLO), Stavridis (GRE) |
| 2011. július 28. 16:50 (10:50 CEST) | (2–1, 7–5, 3–3, 1–4, 1–2) |                 |                         | Sanghaj Nézőszám: 1200 Játékvezetők: Margeta (SLO), Stavridis (GRE) |
| 2011. július 28. 16:50 (10:50 CEST) | Madaras 4                 | Jegyzőkönyv     | Filipović, Prlainović 3 | Sanghaj Nézőszám: 1200 Játékvezetők: Margeta (SLO), Stavridis (GRE) |

Bronzmérkőzés
| 2011. július 30. 16:00 (10:00 CEST) | Magyarország         | 11 – 12     | Horvátország | Sanghaj Nézőszám: 1200 Játékvezetők: Borrell (ESP), Stavridis (GRE) |
| 2011. július 30. 16:00 (10:00 CEST) | (2–5, 2–3, 5–3, 2–1) |             |              | Sanghaj Nézőszám: 1200 Játékvezetők: Borrell (ESP), Stavridis (GRE) |
| 2011. július 30. 16:00 (10:00 CEST) | Varga, Biros 3       | Jegyzőkönyv | Bošković 4   | Sanghaj Nézőszám: 1200 Játékvezetők: Borrell (ESP), Stavridis (GRE) |

| Csapat       | Helyezés |
| ------------ | -------- |
| Magyarország | 4.       |

### Női
A magyar női vízilabda-válogatott kerete:
| Magyar nemzeti női vízilabdacsapat-játékoskeret | Magyar nemzeti női vízilabdacsapat-játékoskeret | Magyar nemzeti női vízilabdacsapat-játékoskeret | Magyar nemzeti női vízilabdacsapat-játékoskeret | Magyar nemzeti női vízilabdacsapat-játékoskeret | Magyar nemzeti női vízilabdacsapat-játékoskeret | Magyar nemzeti női vízilabdacsapat-játékoskeret |
| #                                               | Név                                             | Poszt                                           | Magasság                                        | Súly                                            | Kor                                             |                                                 |
| ----------------------------------------------- | ----------------------------------------------- | ----------------------------------------------- | ----------------------------------------------- | ----------------------------------------------- | ----------------------------------------------- | ----------------------------------------------- |
| 1                                               | Kasó Orsolya                                    | K                                               | 1,85 m                                          | 71 kg                                           | 1988. november 22. (22 évesen)                  |                                                 |
| 2                                               | Czigány Dóra                                    | M                                               | 1,70 m                                          | 61 kg                                           | 1992. október 23. (18 évesen)                   |                                                 |
| 3                                               | Antal Dóra                                      | M                                               | 1,68 m                                          | 60 kg                                           | 1993. szeptember 9. (17 évesen)                 |                                                 |
| 4                                               | Illés Anna                                      | M                                               | 1,80 m                                          | 73 kg                                           | 1994. február 21. (17 évesen)                   |                                                 |
| 5                                               | Szűcs Gabriella                                 | M                                               | 1,83 m                                          | 74 kg                                           | 1988. március 7. (23 évesen)                    |                                                 |
| 6                                               | Takács Orsolya                                  | M                                               | 1,90 m                                          | 83 kg                                           | 1985. május 20. (26 évesen)                     |                                                 |
| 7                                               | Drávucz Rita                                    | M                                               | 1,80 m                                          | 67 kg                                           | 1980. április 14. (31 évesen)                   |                                                 |
| 8                                               | Keszthelyi Rita                                 | M                                               | 1,77 m                                          | 67 kg                                           | 1991. december 10. (19 évesen)                  |                                                 |
| 9                                               | Tóth Ildikó                                     | M                                               | 1,75 m                                          | 70 kg                                           | 1987. április 23. (24 évesen)                   |                                                 |
| 10                                              | Bujka Barbara                                   | M                                               | 1,74 m                                          | 84 kg                                           | 1986. szeptember 5. (24 évesen)                 |                                                 |
| 11                                              | Poszkoli Rita                                   | M                                               | 1,76 m                                          | 72 kg                                           | 1987. július 20. (23 évesen)                    |                                                 |
| 12                                              | Menczinger Katalin                              | M                                               | 1,79 m                                          | 67 kg                                           | 1989. január 17. (22 évesen)                    |                                                 |
| 13                                              | Gangl Edina                                     | K                                               | 1,83 m                                          | 68 kg                                           | 1990. június 25. (21 évesen)                    |                                                 |
| Szövetségi kapitány: Merész András              |                                                 |                                                 |                                                 |                                                 |                                                 |                                                 |

A csoport
| Csapat           | M | Gy | D | V | G+ | G– | Gk  | P |
| ---------------- | - | -- | - | - | -- | -- | --- | - |
| Egyesült Államok | 3 | 2  | 1 | 0 | 37 | 18 | +19 | 5 |
| Hollandia        | 3 | 1  | 2 | 0 | 29 | 19 | +10 | 4 |
| Magyarország     | 3 | 1  | 1 | 1 | 37 | 31 | +6  | 3 |
| Kazahsztán       | 3 | 0  | 0 | 3 | 13 | 48 | −35 | 0 |

| 2011. július 17. 10:50 (04:50 CEST) | Kazahsztán             | 6 – 21      | Magyarország | Sanghaj Nézőszám: 700 Játékvezetők: Ni Shi (CHN), Tulga (TUR) |
| 2011. július 17. 10:50 (04:50 CEST) | (3–5, 0–6, 3–6, 0–4)   |             |              | Sanghaj Nézőszám: 700 Játékvezetők: Ni Shi (CHN), Tulga (TUR) |
| 2011. július 17. 10:50 (04:50 CEST) | Vasziljeva, Gricenko 2 | Jegyzőkönyv | Keszthelyi 5 | Sanghaj Nézőszám: 700 Játékvezetők: Ni Shi (CHN), Tulga (TUR) |

| 2011. július 19. 18:20 (12:20 CEST) | Magyarország         | 7 – 16      | Egyesült Államok | Sanghaj Nézőszám: 650 Játékvezetők: Bock (GER), Naumov (RUS) |
| 2011. július 19. 18:20 (12:20 CEST) | (2–3, 2–4, 3–5, 0–4) |             |                  | Sanghaj Nézőszám: 650 Játékvezetők: Bock (GER), Naumov (RUS) |
| 2011. július 19. 18:20 (12:20 CEST) | Szűcs 3              | Jegyzőkönyv | Mathewson 3      | Sanghaj Nézőszám: 650 Játékvezetők: Bock (GER), Naumov (RUS) |

| 2011. július 21. 13:30 (07:30 CEST) | Hollandia            | 9 – 9       | Magyarország | Sanghaj Nézőszám: 300 Játékvezetők: Caputi (ITA), Williams (NZL) |
| 2011. július 21. 13:30 (07:30 CEST) | (3–1, 0–0, 3–3, 3–5) |             |              | Sanghaj Nézőszám: 300 Játékvezetők: Caputi (ITA), Williams (NZL) |
| 2011. július 21. 13:30 (07:30 CEST) | Cabout, van Belkum 4 | Jegyzőkönyv | Bujka 3      | Sanghaj Nézőszám: 300 Játékvezetők: Caputi (ITA), Williams (NZL) |

A negyeddöntőbe jutásért
| 2011. július 23. 15:30 (09:30 CEST) | Magyarország         | 9 – 10      | Ausztrália | Sanghaj Nézőszám: 900 Játékvezetők: Margeta (SLO), Borrell (ESP) |
| 2011. július 23. 15:30 (09:30 CEST) | (2–3, 2–2, 1–3, 4–2) |             |            | Sanghaj Nézőszám: 900 Játékvezetők: Margeta (SLO), Borrell (ESP) |
| 2011. július 23. 15:30 (09:30 CEST) | négy játékos 2       | Jegyzőkönyv | Webster 4  | Sanghaj Nézőszám: 900 Játékvezetők: Margeta (SLO), Borrell (ESP) |

A 9–12. helyért
| 2011. július 25. 12:40 (06:40 CEST) | Magyarország         | 17 – 13     | Spanyolország | Sanghaj Nézőszám: 450 Játékvezetők: Deslieres (CAN), Wengenroth (SUI) |
| 2011. július 25. 12:40 (06:40 CEST) | (5–3, 5–3, 4–3, 3–4) |             |               | Sanghaj Nézőszám: 450 Játékvezetők: Deslieres (CAN), Wengenroth (SUI) |
| 2011. július 25. 12:40 (06:40 CEST) | Bujka 5              | Jegyzőkönyv | Gil Sorli 5   | Sanghaj Nézőszám: 450 Játékvezetők: Deslieres (CAN), Wengenroth (SUI) |

A 9. helyért
| 40. mérkőzés 2011. július 27. 10:50 (04:50 CEST) | Kuba                                  | 7 – 12      | Magyarország | Sanghaj Nézőszám: 250 Játékvezetők: Wengenroth (SUI), Rotsart (USA) |
| 40. mérkőzés 2011. július 27. 10:50 (04:50 CEST) | (2–4, 3–2, 0–5, 2–1)                  |             |              | Sanghaj Nézőszám: 250 Játékvezetők: Wengenroth (SUI), Rotsart (USA) |
| 40. mérkőzés 2011. július 27. 10:50 (04:50 CEST) | Hernendez Consuegra, Gutierrez More 3 | Jegyzőkönyv | Czigány 3    | Sanghaj Nézőszám: 250 Játékvezetők: Wengenroth (SUI), Rotsart (USA) |

| Csapat       | Helyezés |
| ------------ | -------- |
| Magyarország | 9.       |